# Lesenská pláň
Lesenská pláň (německy Hübladung) je hora na české straně Krušných hor dosahující nadmořské výšky 921 m. Na vrchol nevede žádná značená turistická stezka. Pod názvem Lesenská pláň vznikl v roce 2007 též mikroregion, který tvoří obce Vysoká Pec, Boleboř, Hora Svaté Kateřiny a Nová Ves v Horách.

## Poloha
Hora se nachází jižně od Hory Svaté Kateřiny, východně od Rudolic v Horách, jihovýchodně od Malého Háje a severně od Lesné. Spolu se sousedící Medvědí skálou (924 m) tvoří horský masiv ve střední části Krušnohoří. Výrazným bodem je skalní útvar Eduardova skála (908 m) ležící západně od vrcholu.